# Ahellil
El  Ahellil  es un género musical argelino. Es un género poético y musical emblemático de los zenetes del Gurara, practicado durante la celebración de ceremonias colectivas. El Ahellil, se practica principalmente en la parte berberófona del Gourara durante las fiestas religiosas y los peregrinajes, pero también con ocasión de fiestas profanas como las bodas y ferias locales. Está estrechamente unido al modo de vida de los zenetes y a la agricultura de los oasis.
El Ahellil fue proclamado en 2005 e inscrito en 2008 en la lista representativa del Patrimonio Cultural Inmaterial de la Humanidad.